# La Hogue (Fontenay-le-Marmion)

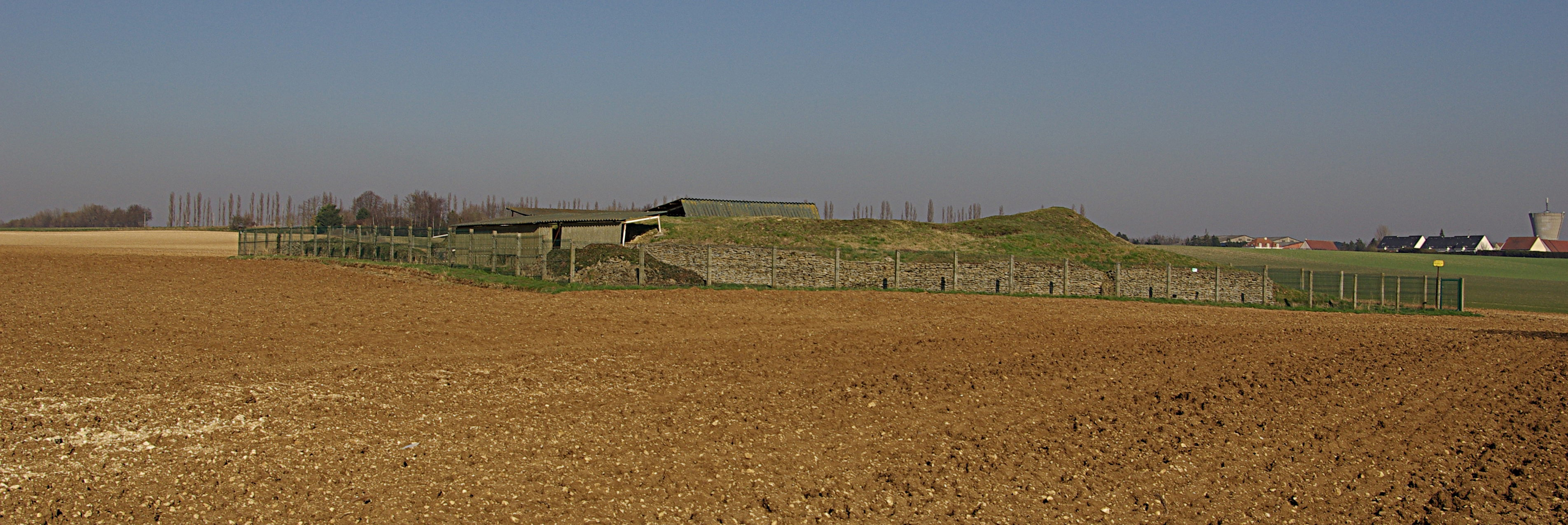
La Hogue in Fontenay-le Marmion

Der 1896 entdeckte Tumulus La Hogue (auch Tumulus de la Hoguette) in Fontenay-le-Marmion liegt südlich von Caen im Département Calvados in der Normandie in Frankreich. Der einst acht bis zehn Meter hohe Kreidehügel ist beinahe rechteckig, mit der Ausbauchung einer Längsseite. Er hat etwa 49,0 m Länge und 37,0 m Breite und enthält 12 runde Grabkammern, von denen 11 durch gedeckte Gänge erreichbar sind.
La Hogue stammt etwa von 3600 v. Chr. und wurde bereits im Jahre 1829 von Arcisse de Caumont (1801–1873), dem „Vater der normannischen Archäologie“, ausgegraben. Die Anlage wurde 1905 unter Denkmalschutz gestellt. Die aus Trockenmauerwerk erstellten Gänge und Kammern enthielten menschliche Knochen, die durch den hohen Kalkgehalt im Boden erhalten waren. Eine Kammer wies eine altarartige Konstruktion aus Platten auf.
Der nur 600 m entfernt gelegene Tumulus von La Hoguette, namengebend für die La-Hoguette-Gruppe, war eine kleinere Version des La Hogue, existiert aber nicht mehr. Er enthielt sieben oder acht Kammern mit 12 vollständigen Skeletten. Sechs waren mit Gängen versehen.
In einigen Ganggräbern in der Normandie wurden komplette Körper beigesetzt. Dies betrifft auch die Monumente von La Hoguette, La Hogue und La Bruyère du Hamel in Condé-sur-Ifs. Da einige im 19. Jahrhundert ausgegraben wurden, sind die Informationen etwas allgemeiner Natur. Obwohl diese Hügel mehrere Ganggräber enthalten, wurden sie als ein einziges architektonisches und strukturelles Projekt konzipiert. Ihr Plan und die Anordnung der Kammern sowie die Art der Bestattungen weisen laut Chambon darauf hin, dass die Anzahl der zu bestattenden Personen zum Zeitpunkt der Errichtung festgelegen haben könnte. 